# William Tufts Brigham
Pour les articles homonymes, voir Brigham.
William Tufts Brigham (* 24 mai 1841; † 30 janvier 1926) était un géologue, botaniste, ethnologue et directeur de musée américain.

## Biographie
Élève du Boston Latin School et d'Harvard. Il étudie la botanique en 1864 et accompagne en 1865 Horace Mann junior à Hawaii.
Brigham était membre de l'American Academy of Arts and Sciences, de la California Academy of Sciences et de l'Philadelphia Academy of Natural Sciences.
Horace Mann junior nomma Gardenia brighamii et Asa Gray le Brighamia insignis en son honneur.

## Œuvres
- Bibliography of the Hawaiian Islands (avec Sanford Dole), 1869
- Cast catalogue of antique sculpture; With an introduction to the study of ornament, 1874
- Northern California, Oregon, and the Sandwich Islands (avec Charles Bernard Nordhoff) (Online), 1875
- Guatemala: The Land of the Quetzal, 1887
- Hawaiian feather work, 1899
- An index to the islands of the Pacific Ocean : a handbook to the chart on the walls of the Bernice Pauahi Bishop Museum of Polynesian Ethnology and Natural History, 1900
- A handbook for visitors to the Bernice Pauahi Bishop Museum of Polynesian Ethnology and Natural History (Online), 1903
- Additional notes on Hawaiian feather work, 1903
- The ancient Hawaiian house, 1908
- The volcanoes of Kilauea and Mauna Loa on the island of Hawaii : their variously recorded history to the present time, 1909

## Liens
- Bishop Museum Press
- Biographie